# Didaktické zásady

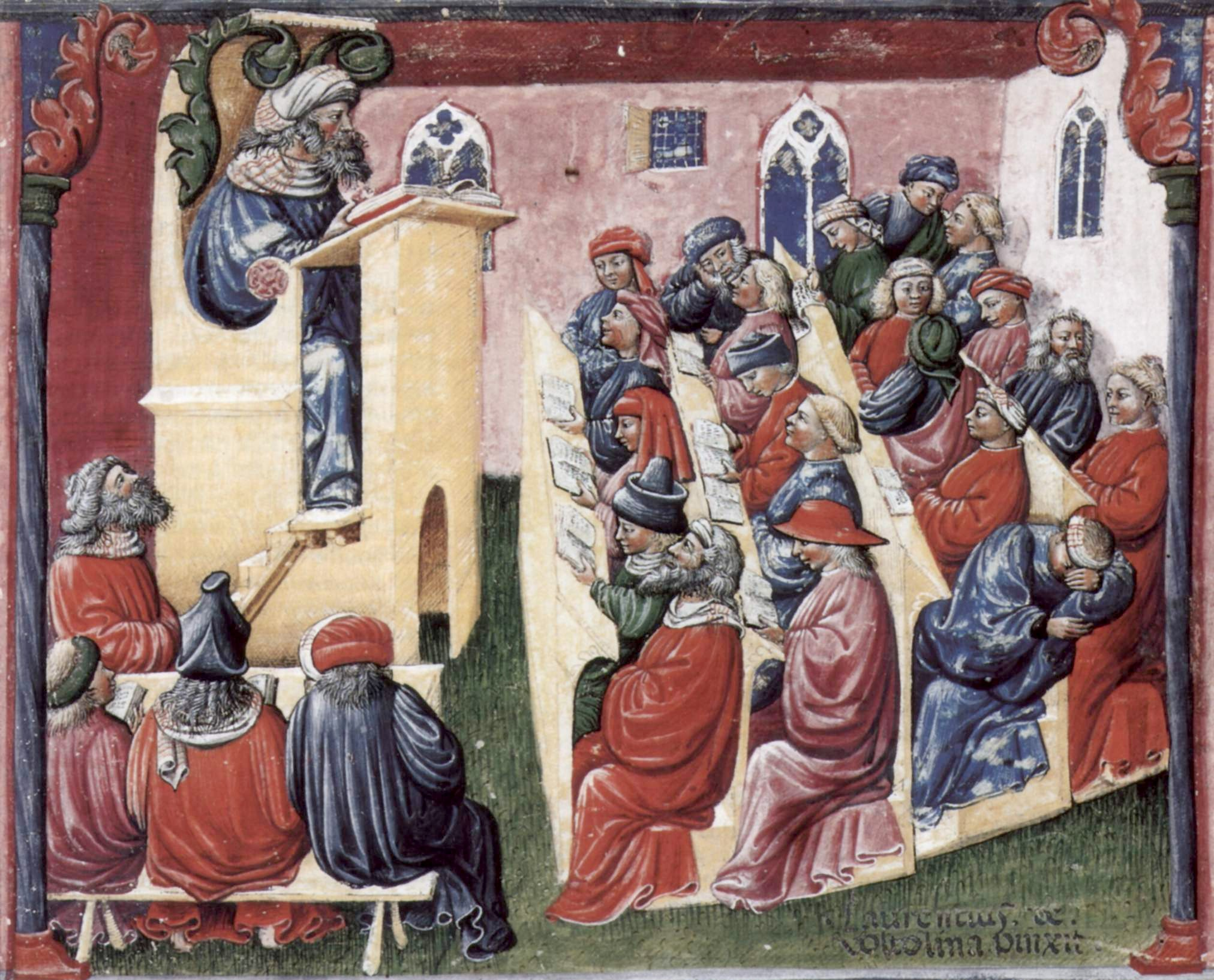
Boloňská univerzita, nejstarší univerzita na světě, druhá polovina 14. století

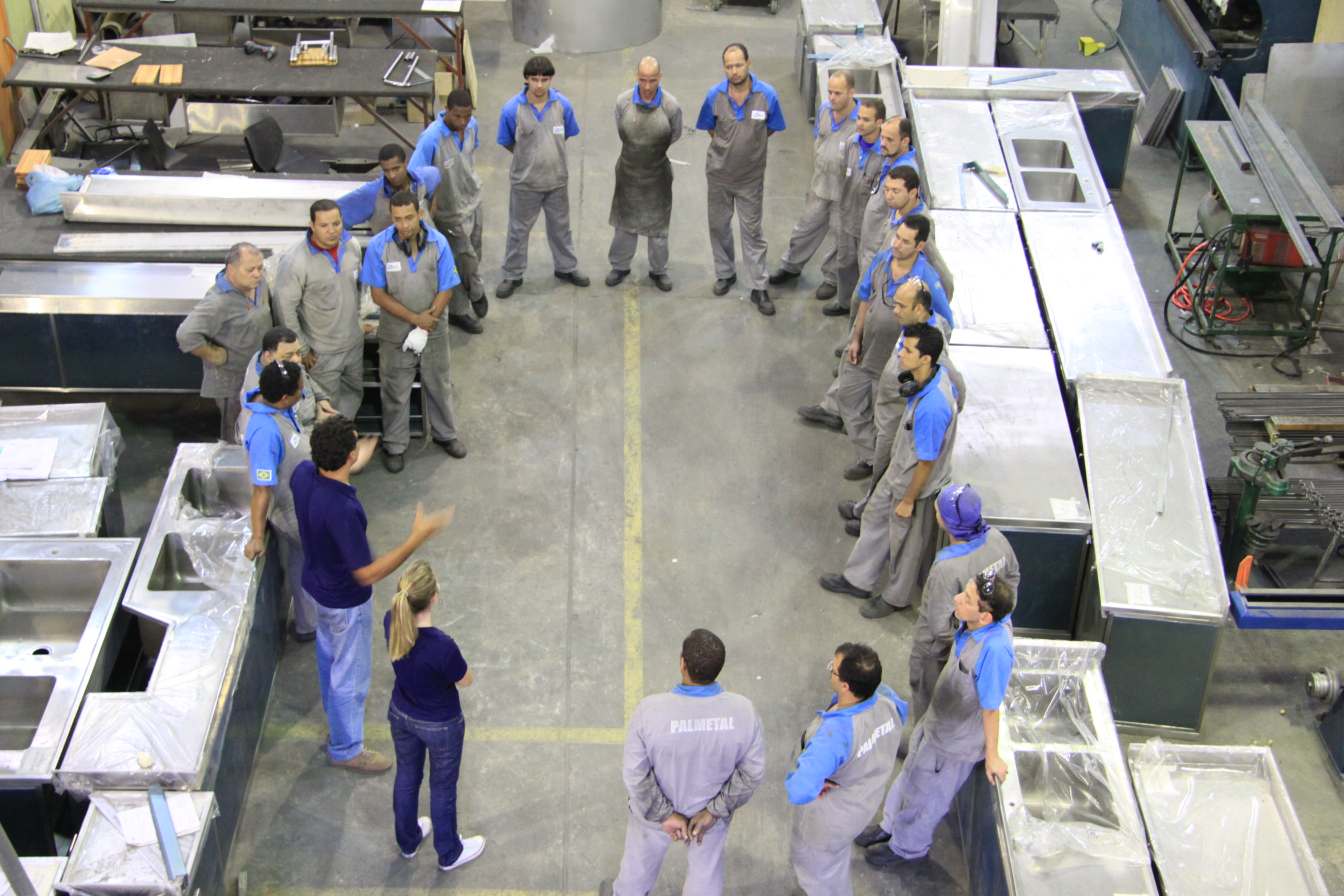
Přednáška v ocelářské firmě, Rio de Janeiro, Brazílie

Didaktické zásady jsou obecná doporučení týkající se procesu vyučování. Jedná se o nejobecnější požadavky na organizování, průběh a účinnost vzdělávacího procesu, které musí být uplatňovány jako jednotný systém. Když se těmito zásadami bude učitel řídit, bude výuka efektivnější a účinnější. Vztahují se nejen na učitelovu vyučovací činnost, ale také na metody výuky, formy výuky, materiální didaktické prostředky, na učivo atd. Didaktické zásady se vyvíjejí a obnovují od dob Jana Amose Komenského. Přesto, že dochází ke změnám, jedná se o poměrně stabilní systém zásad. V dnešní době některé zásady ztratily svůj význam, a zejména se uplatňují i nové principy, které se liší od těch původních tradičních zásad. Například za Komenského se velký důraz kladl na přírodu, kdežto dnes se do výuky aplikují komunikační technologie a internet. Dnes se didaktickými zásadami zabývá například Zdeněk Kalhous, Josef Malach, Otto Obst či Lucie Zormanová. 

## Druhy zásad

### Zásada systematičnosti
Žáci lépe chápou a zapamatují si poznatky, které jsou logicky uspořádány. Učivo musí být uspořádáno podle didaktického systému tak, aby odpovídalo žákově věkově podmíněné zralosti. Nové poznatky musí logicky vyplývat z předchozích tak, aby byly propojeny a tvořily systém. Mělo by se hledět na žákovy předchozí znalosti, aby mohlo dojít k jejich navázání či doplnění. Na tomto systému dobří učitelé pracují celý život. „Soustavná práce učitele má rovněž pozitivní formativní účinek na žáka (pravidelnost v domácí přípravě, úprava sešitů, pomůcek...)“.

### Zásada uvědomělosti
Uvědomělost vyjadřuje žákovo porozumění smyslu svého učení a předmětu učení. Vztahuje se nejen na postoj žáka k učení, ale také na kvalitu získaných poznatků. Poté, co dojde k hlubokému pochopení poznatků, dokáže je aplikovat v praxi. Aby nastalo toto porozumění, měl by učitel jasně stanovit a vysvětlit cíle, dále motivovat žáky k učení, poskytnout jim zpětnou vazbu a umožnit promyšlení toho, co se učí.

### Zásada postupnosti
Při vyučování se má postupovat od jednoduchého ke složitějšímu, od blízkého k vzdálenějšímu, od známého k neznámému, od konkrétního k abstraktnímu a obecného ke zvláštnímu apod. Pokud se tato zásada nerespektuje, nemůže dojít k dalšímu prohlubování učiva, jelikož není na čem budovat další vědomosti.

### Zásada názornosti
Názorností se rozumí podporování abstraktní představy praktickým model (např. vizuální model). Je důležité, aby si žáci dokázali nové poznatky představit, a tím si je lépe zapamatovat. Pokud to jde, je nejlepší předvádět věci všem smyslům. Názor (nikoliv ve smyslu stanovisko!) může být zrakový, sluchový, čichový, chuťový, hmatový či pohybový.. „Zanedbání zásady názornosti vede k verbálním, formálním, nejasným znalostem. Její přeceňování naopak může brzdit rozvoj abstraktního myšlení“.

### Zásada spojení teorie s praxí
Vyučování by se nemělo zaměřovat jen na teoretické znalosti, ale i na praktické dovednosti.  Učitel by měl žákům ukázat, jak hledat v praxi informace, zpracovávat je a dokázat je v praxi uplatnit. Důležité je propojit vyučování s okolím a přirozeným prostředím žáka, využívat podnětů okolí a zkušeností žáka. Úkolem učitele je poznat tyto zkušenosti a dále je rozvíjet či rekonstruovat. Tím, že se žákům přiblíží praktičnost výuky, dojde u nich k umožnění pochopit smysl výuky. Podle kompetencí k učení v RVP by měl žák na konci základního vzdělání umět vyhledávat informace a pracovat s informacemi v praktickém životě. Dále by měl samostatně řešit problémy na základě svých zkušeností a úsudků.

### Zásada vědeckosti
Učitel by měl neustále sledovat změny ve vědeckých disciplínách. Žákům by měl vhodnými výukovými metodami předávat vědecké informace tak, aby jim porozuměl, a aniž by se informace dostala do konfliktu s původní vědeckou teorií. Žák by se měl naučit rozeznávat kvalitní odborné zdroje od tzv. „fake news“. Měl by rozumět různým typům textů a jiným informačním a komunikačním prostředkům.

### Zásada trvalosti
Trvalostí se myslí osvojování učiva tak, aby byly osvojené trvale. Aby došlo k trvalému osvojení, musí být učivo procvičováno, aby došlo k pochopení.Dle strategie vzdělávání 2030 je nutné vzděláváním procházet celý život s tím, že si lidé budou volit různé formy výuky, především distančních forem a využití internetu. Pro plnění vzdělávacích potřeb společnosti budou významná nezávislá média veřejné služby.

### Zásada individuálního přístupu k žákům
Je důležité respektovat individuální znaky žáků, jejich zdravotní stav, rodinné zázemí, zájmy, vlastnosti, kulturní kontext, úroveň myšlení apod. Tyto znaky jsou pro efektivitu výuky významné. Proto by se měl učitel s těmito znaky u žáků seznámit a podle toho řídit jejich učení. Žákům by měly být poskytovány aktivity v zóně jejich nejbližšího vývoje.„ Učitelé vedou žáky k tomu, aby si stanovovali vzdělávací cíle, formulovali očekávání od vlastní práce a ve vazbě na tyto stanovené cíle a očekávání prováděli sebehodnocení a vrstevnické hodnocení.“Důležitá je také podpora inkluzivního vzdělávání, tedy „škola pro všechny“.

### Zásada komplexního rozvoje žákovy osobnosti
Názornost patří k nejstarším didaktickým zásadám a lze ji najít již v díle Wolfganga Ratkeho z roku 1613. Vybízí učitele, aby v rámci výuky rozvíjel všechny základní komponenty osobnosti žáka. Z hlediska struktury osobnosti se jedná o oblasti poznávací, afektivní a psychomotorické. Z hlediska struktury lidské inteligence se jedná o sedm typů inteligence: jazykovou, matematicko-logickou, vizuální/prostorovou, hudební, interpersonální, intrapersonální a tělesnou/fyzickou. Z hlediska pedagogické jednoty složek výchovy se jedná o výchovu rozumovou, mravní, estetickou, pracovní a tělesnou. Podstatou učitelovy práce je vždy komplexnost.

### Zásada zpětné vazby a hodnocení
„Pedagogové systematicky sledují a zaznamenávají vývoj, procesy učení a vzdělávací pokrok každého dítěte a pravidelně jim poskytují srozumitelnou zpětnou vazbu k jejich práci.“ K efektivní a kvalitní výuce může dojít pouze tehdy, má-li učitel možnost zjistit a prověřit úspěšnost žáka. Díky zpětné vazbě dostane učitel informace o znalostech žáka, a může tak rekonstruovat chybné porozumění učiva (učitel znovu vysvětlí nepochopené učivo). Kdyby nefungovala zpětná vazba, došlo by ke snížení motivace u žáků.

### Příklady didaktických zásad J.A. Komenského z Analytické didaktiky
Komenský rozpracoval základní didaktické zásady, podle kterých se řídíme i dnes. O těchto zásadách se zmiňuje v Analytické didaktice:
-       Učitel, nechť neučí, kolik sám může učiti, nýbrž kolik může žák pochopiti
-       Vždy postupně nikdy krokem
-       Všemu, čemu se musíme učiti, nechť se učíme vlastní prací
-       Vše vlastními smysly, vždy a rozmanitě
-       Všemu se vyučuje a učí příklady, ukázkami a cvičeními
-        Nechť se vyučuje a učí: Nečetným před četným. Krátkým před obšírným. Jednoduchým před složenými. Obecným před zvláštními. Blízkým před odlehlejšími